# Blixenskiold
Blixenskiold er norsk brevadelig slægt. Slægten opstod, da købmand i Frederikshald, Thomas Blix, adledes 1749 og antog navnet Blixenskjold. Slægten figurerer dog ikke i Danmarks Adels Aarbog.
Thomas Blix var gift med Marie Colbjørnsdatter, søster til Anna Colbjørnsdatter. Deres datter, Catharina de Blixenskiold (1721-1781) ægtede konferensråd Christopher Schøller.